# Face Off (serie de televisión)
Face Off (Cara a cara en España) es un programa de televisión estadounidense de la compañía de cable Syfy, en el que un grupo de artistas del maquillaje hiperrealista compiten entre ellos para crear trabajos específicamente de máscaras, de verse en películas o series de ciencia ficción y de terror.
La actriz McKenzie Westmore, miembro de la familia Westmore, una de las familias de maquilladores más famosas de Hollywood, es la anfitriona del programa, además de contar con jueces reconocidos, como la ganadora de los Premios Óscar Ve Neill (Ed Wood y Beetlejuice), el maquillador de televisión y películas Glenn Hetrick (Buffy the Vampire Slayer, Babylon 5 y Los Juegos del Hambre), y el diseñador de criaturas y director Patrick Tatopoulos (Soy leyenda, Resident Evil: Extinction y Underworld: Rise of the Lycans). Este último solo participó durante la primera y segunda temporada, siendo reemplazado en las siguientes por Neville Page (Avatar, Prometheus y Star Trek).
Otras figuras de la industria, como Sean S. Cunningham, Filippo Loco, Greg Nicotero y Michael Westmore han participado como jueces invitados. 
Cada semana, los artistas se enfrentan a un desafío eliminatorio, en el que sus habilidades artísticas son puestas a prueba al diseñar, esculpir y colocar un maquillaje completo sobre unos actores y modelos apodados como "pieles". Al final de cada capítulo, un concursante gana el desafío de la semana, mientras que el perdedor es expulsado del concurso. Los premios para el ganador de Face Off han variado durante las temporadas: en la primera temporada, los participantes recibieron 100.000 dólares, y un suplemento de maquillaje de la compañía Alcone por un año; para la segunda temporada, se ofrecieron 100.000 y 25.000 dólares en maquillajes Alcone, al igual que un Toyota Camry Hybrid; posterior para la tercera temporada, volverían a ofrecer 100.000 dólares, pero, en esta ocasión, acompañados de una invitación de la Academia de Maquillaje Even en Nueva York y París, y de un Toyota Prius V; en la cuarta temporada, solo varió este último por un Fiat 500 (2007). 
Se estrenó oficialmente por Syfy el 26 de enero de 2011. El 16 de marzo del mismo año, anunció que Face Off había sido renovada para una segunda temporada. El casting para seleccionar a los nuevos participantes comenzó el mismo mes. La segunda temporada de la serie se estrenó el 11 de enero de 2012. El 7 de febrero del mismo año, se anunció que la serie fue renovada para una tercera temporada. 

## Producción y desarrollo
El canal comenzó la producción de Face Off en marzo de 2010, en asociación con la compañía Mission Control Media. Syfy confirmó que la serie había sido ordenada en mayo del mismo año, y anunció a los jueces y a la anfitriona en noviembre de 2010. Los productores organizaron el casting en Los Ángeles y Orlando, y aceptaron vídeos para el casting hasta el 15 de septiembre de 2010.

## Temporadas
| Temporada | Fecha de estreno     | Fecha final            | Ganador(a)       | Finalista                              | Otros(as) concursantes en orden de eliminación | Número de concursantes | Episodios |
| --------- | -------------------- | ---------------------- | ---------------- | -------------------------------------- | --- | ---------------------- | --------- |
| 1         | 26 de enero de 2011  | 16 de marzo de 2011    | Conor McCullagh  | Gage Hubbard Tate Steinsiek            | Jessica Kramer, Sergio Guerra, Frank Ippolito, Marcel Banks, Kayla "Jo" Holland, Anthony Pepe, Tom Devlin, Megan Areford y Samantha "Sam" Cobb                                                                            | 12                     | 8         |
| 2         | 11 de enero de 2012  | 14 de marzo de 2012    | Rayce Bird       | Ian Cromer Robert "RJ" Haddy           | Greg Lightner, Nicholas "Nix" Herrera, Miranda Jory, Brea Joseph, Athena Zhe, Heather Henry, Tara Lang, Jerry Macaluso, Beki Ingram, Sue Lee y Matt Valentine                                                             | 14                     | 10        |
| 3         | 21 de agosto de 2012 | 31 de octubre de 2012  | Nicole Chilelli  | Laura Tyler Derek Garcia               | Joe Castro, Carpucine "C.C." Childs, Eric Garcia, Jason Milani, Thomas "Tommy" Pietch, Rod Maxwell, Alana Rose Schiro, Sarah Elizabeth Miller y Roy Wooley                                                                | 12                     | 12        |
| 4         | 15 de enero de 2013  | 26 de marzo de 2013    | Anthony Kosar    | Kristian "Kris" Kobzina Wayne Anderson | Troy Rivers, Michael Faust, Katie Machaiek, Alexandra "Alex" McCoy, Jenna Green, Alam Park, Autumn Cook, Meagan Hester, Eric Zapata, David “House” Greathouse y Eric Fox                                                  | 14                     | 11        |
| 5         | 13 de agosto de 2013 | 5 de noviembre de 2013 | Laura Tyler      | Tate Steinsiek Roy Wooley              | Steve Tolin, Samantha "Sam" Allen, Rick Prince, Eric Zapata, Adolfo Barreto Rivera, Robert "RJ" Haddy, Lyma Millot, Scott Ramp, Alana Rose Schiro, Frank Ippolito, Eddie Holecko, Alaina "Laney" Parkhurst y Miranda Jory | 16                     | 13        |
| 6         | 14 de enero de 2014  | 22 de abril de 2014    | Rashaad Santiago | George Schminky Tyler Green            | | 15                     | 15        |
| 7         | 22 de julio de 2014  | 28 de octubre de 2014  | Dina Cimarusti   | Cig Neutron Drew Talbot                | | 16                     | 14        |
| 8         | 13 de enero de 2015  | 14 de abril de 2015    | Darla Edin       | Emily Serpico Logan Long               | Gregory, Alan, Daniel, Regina, Anthony, Rob, Jaemie, Kelly, Stephanie, Ben, Adam, Julian | 15                     | 14        |
| 9         | 28 de julio de 2015  | 27 de octubre de 2015  | Nora Hewitt      | Ben Ploughman Evan Hedges              | Sidney y Omar, Missy, Brittany, Libby, Jason, Ricky, Jasmine, Kevon, Meg, Stivie, Scott y Jordan | 16                     | 14        |
| 10        | 13 de enero de 2016  | 13 de abril de 2016    | Rob Seal         | Melissa Ebbe Walter Welsh              | | 14                     | 14        |
| 11        | 24 de enero de 2017  | 25 de abril de 2017    | Cig Neutron      | Emily Serpico George Troester          | | 16                     | 14        |
| 12        | 13 de junio de 2017  | 22 de agosto de 2017   | Andrew Freeman   | KC Mussman Kierstin Lapatka            | | 12                     | 10        |
| 13        | 5 de junio de 2018   | 7 de agosto de 2018    | Matt Valentine   | Jordan Patton Walter Welsh             | | 12                     | 10        |

### Primera temporada
El triunfador de la primera temporada de la serie Face Off fue Connor McCullaugh de Mississauga, Ontario, Canadá. La primera temporada cosechó un total de 1.4 millones de espectadores por episodio.

### Segunda temporada
El ganador de la segunda temporada de Face Off fue Rayce Bird de Shelley, Idaho. El primer episodio de la temporada 2 fue el más visto de cualquier programa del canal, a pesar de que su audiencia se incrementó con los episodios posteriores. La segunda temporada debutó con 2.4 millones de espectadores, y fue el programa más visto.

### Tercera temporada
La ganadora de la tercera temporada de Face Off fue Nicole Chilelli de Long Beach, California. La temporada tuvo como promedio un índice de audiencia de 0.8 puntos y terminó el 31 de octubre de 2012, festejando la noche de Halloween.

### Cuarta temporada
El ganador de la cuarta temporada de Face Off fue J. Anthony Kosar de Chicago, Illinois.

### Quinta temporada
La ganadora de la quinta temporada de Face Off fue Laura Tyler de Orlando, Florida.

### Sexta temporada
El ganador de la sexta temporada de Face Off fue Rashaad Santiago de Bronx, New York. Durante la temporada los jueces tenían la oportunidad de salvar a un concursante para evitar su eliminación.

### Séptima temporada
La ganadora de la Séptima temporada de Face Off fue Dina Cimarusti de Lake Zurich, Illinois. La temporada tuvo como tema global "La vida y la muerte". Durante la temporada, los jueces tenían la oportunidad de salvar a un concursante para evitar su eliminación.

### Octava temporada
La octava temporada fue anunciada el 22 de octubre de 2014 y se estrenó el 13 de enero de 2015. Esta temporada constó de tres equipos liderados por tres campeones anteriores. La ganadora fue Darla Edin del equipo de Laura Tyler, quien se coronó campeona absoluta de la temporada y se convirtió en la primera en ganar dos veces.

### Novena temporada
La novena temporada fue anunciada el 8 de abril de 2015 y se estrenó el 28 de julio de 2015. Nora Hewitt es la ganadora de esta temporada.

### Décima temporada
La décima temporada se anunció el 27 de octubre de 2015 y se estrenó el 13 de enero de 2016. En esta temporada, los jueces pudieron salvar a un concursante que normalmente sería eliminado, un dispositivo utilizado previamente en las temporadas 6 y 7. El ganador de esta temporada fue Rob Seal de Lake View Terrace, California. Los concursantes en la temporada 10 fueron: Jennifer Bowden, Samuel "Njoroge" Karumba, Melissa Ebbe, Anthony "Ant" Canonica, Johnny Leftwich, Greg Schrantz, Katie Kinney, Anna Cali, Kaleb Lewis, Walter Welsh, Yvonne Cox, Robert Lindsay, Melanie " Mel "Licata y Robert" Rob "Seal (Ganador).

### Undécima temporada
La temporada 11 se estrenó el 24 de enero de 2017. La temporada contó con un elenco estelar de 16 participantes que regresaron y todos trabajaron en equipos de dos hasta el episodio 8. A partir de este episodio, la competencia es individual. El ganador fue Cig Neutron de Los Ángeles, California, quien fue finalista en la Temporada 7. Los concursantes en la temporada 11 fueron: Niko Gonzalez, Jasmine Ringo, Stella Sensel, Gage Hubbard, George Troester III, Tyler Green, Ben Plowman, Cat Paschen, Adam Milicevic, Logan Long, Evan Hedges, Emily Serpico, Rachael Wagner, Keaghlan Ashley, Melissa Ebbe y Cig Neutron (Ganador).

### Duodécima temporada
La temporada 12 se estrenó el 13 de junio de 2017. Esta temporada, 12 nuevos artistas se dividieron en dos tiendas de FX competidoras. El ganador de esta temporada fue Andrew Freeman de Glendora, California. Los concursantes en la temporada 12 fueron: Jill Burgner, Suzanne Bostwick, Al Tuskes, Nick Fischer, KC Mussman, Phil Harrah, Nelson Cooper, Faina Rudshteyn, Laura McCormick, Joseph Drobezko, Kierstin Lapatka y Andrew Freeman (ganador).

### Decimotercera temporada
La temporada 13 fue anunciada el 6 de enero de 2018. Una edición de estrellas compuesta por favoritos del pasado, será la temporada final. Una petición para continuar el programa después de la temporada 13 fue creada el 3 de mayo de 2018, y ha recibido 19,737 firmas, incluyendo a William Shatner. Los concursantes en la temporada 13 son: Damien Zimmerman, Kelly Harris, Melanie "Mel" Licata, Yvonne Cox, Derek García, Matt Valentine, Sasha Glasser, Kayla "Jo" Holland, Graham Schofield, Walter Welsh, Kevon Ward y Jordan Patton.

## Recepción y crítica
La serie ha sido comparada con muchos realitys de moda y cocina. El crítico Scott Thill de Wired.com encontró a Face Off "más interesante que ver cocineros y diseñadores". No obstante, criticó a la serie por "ahondar en el melodrama".
Mike Moody de TV Squad también notó las similitudes con las series Project Runway y HGTV Design Star, dijo que era "bastante rutinaria" pero elogió el talento creativo de los participantes y a los jueces por ser "fuertes y firmes".
En una reseña de FEARnet por Alyse Wax, se comentó que la anfitriona, McKenzie Westmore es "un poco decepcionante... parece una anfitriona genérica: muy guapa y con buena sonrisa". Sin embargo, Wax alabó a los concursantes por "crear una variedad de criaturas fascinantes, cada una con su propia historia, presentando talento y habilidad". Asimismo, comentó que la serie tiene un buen potencial.
Por su parte, Tom Conroy de la revista Media Life realizó fuertes críticas contra la serie.